# Daltrey (álbum)
Daltrey es el primer álbum de estudio del músico inglés Roger Daltrey, publicado por la compañía discográfica Track Records en abril de 1973. El álbum supuso el debut en solitario de Daltrey, cantante de The Who, convirtiéndose en el tercer miembro del grupo en comenzar su propia carrera paralela a la de The Who. La grabación de Daltrey duró seis semanas entre enero y febrero de 1973, con sesiones de grabación en los Barn Studios y mezclas y sobregrabaciones en los Apple Studios, propiedad de The Beatles. La voz de «One Man Band» fue grabada en la azotea de los estudios de Apple, donde The Beatles ofrecieron su último concierto en enero de 1969.
El primer sencillo, «Giving It All Away», alcanzó el puesto cinco en la lista británica UK Singles Chart y entró en el top 50 de los Estados Unidos. El álbum también produjo el sencillo «Thinking», con «There is Love» como cara B en la que participó Jimmy Page de Led Zeppelin tocando la guitarra.

## Lista de canciones
Todas las canciones escritas por David Courtney y Leo Sayer excepto donde se anota.

| N.º | Título                   | Escritor(es)               | Duración |  |
| 1.  | «One Man Band»           |                            | 3:54     |  |
| 2.  | «The Way of the World»   | Adam Faith, David Courtney | 3:16     |  |
| 3.  | «You Are Yourself»       |                            | 4:13     |  |
| 4.  | «Thinking»               |                            | 4:27     |  |
| 5.  | «You and Me»             | Faith, Courtney            | 2:32     |  |
| 6.  | «It's a Hard Life»       |                            | 3:39     |  |
| 7.  | «Giving it All Away»     |                            | 3:26     |  |
| 8.  | «The Story So Far»       |                            | 4:08     |  |
| 9.  | «When the Music Stops»   |                            | 3:12     |  |
| 10. | «Reasons»                |                            | 3:50     |  |
| 11. | «One Man Band» (Reprise) |                            | 1:18     |  |

## Personal
- Roger Daltrey: voz y guitarra acústica
- David Courtney: piano
- Russ Ballard: guitarra y solo de piano en 'The Story So Far'
- Bob Henrit: batería
- Dave Wintour: bajo
- Brian Cole: pedal steel guitar
- Roy Young: orquestación
- Dave Arbus: violín en 'The Way of the World'
- Jimmy Page: guitarra en 'There is Love'

## Posición en listas
| País           | Lista           | Posición |
| -------------- | --------------- | -------- |
| Estados Unidos | Billboard 200   | 45       |
| Reino Unido    | UK Albums Chart | 6        |

## Certificaciones
| Fecha                  | País        | Organismo certificador | Certificación | Ventas certificadas |
| ---------------------- | ----------- | ---------------------- | ------------- | ------------------- |
| 1 de diciembre de 1973 | Reino Unido | BPI                    | Plata         | 60 000              |